# Multitech MPF-1 A/B
Multitech MPF-1 A/B (MPF-1 A/B) је био кућни рачунар фирме Multitech који је почео да се производи у Тајвану од 1981. године.
Користио је Zilog Z80 као микропроцесор. RAM меморија рачунара је имала капацитет од 2 KB (до 4 KB). 

## Детаљни подаци
Детаљнији подаци о рачунару MPF-1 A/B су дати у табели испод.
|                       |                                              |
| [ 1 ]                 |                                              |
| Произвођач            |                                              |
| Тип                   | кућни рачунар                                |
| Меморија              | 2 (до 4 KB)                                  |
| Поријекло             | Тајван                                       |
| Година                | 1981                                         |
| Тастатура             | хексадецимална тастатура калкулаторског типа |
| Процесор              |                                              |
| Фреквенција процесора | 1,79                                         |
| RAM                   | 2 (до 4 KB)                                  |
| ROM                   | 2 (све до 8 KB)                              |
| Текст                 | 6 бројева (7-сегментни LED показивач)        |
| Графика               | Нема                                         |
| Боја                  | црвена                                       |
| Звук                  | мали звучник                                 |
| Димензије             | 1575 x 2230 x 160 / 1,41 фунти               |
| Портови               |                                              |
| Оперативни систем     |                                              |